# 谒者
謁者是中國古代官名。
春秋、戰國時代，謁者是國君用來傳達命令的近侍。汉代的郎中令的下属有谒者，“掌宾赞受事，员七十人，秩比六百石”，汉武帝遊宴後庭，公卿不得入，遂改尚书令为“中书谒者令”，以宦者执掌文书，简称中书令，司马迁受腐刑后，曾任此官；漢成帝建始四年改“中书谒者令”为“中谒者令”；東漢時謁者人數減半，以“謁者僕射”為主官。南朝梁、陳與北齊置有“謁者台”。隋朝有“謁者大夫”一職稱，下設司朝謁者、通事謁者、將事謁者、謁者等，炀帝复置謁者台，与司隶台、御史台合称三台。唐代無謁者，但以“通事舍人”代謁者之職務。